# Daspletozaur
Daspletozaur (Daspletosaurus) – rodzaj dużego teropoda z rodziny tyranozaurów (Tyrannosauridae). Żył w Ameryce Północnej w późnej kredzie (ok. 80-72 mln lat temu). Obecnie tylko dwa gatunki daspletozaura uważane są za ważne – D. torosus i D. horneri, choć nadal kilka jego potencjalnych gatunków z Alberty, Montany i Nowego Meksyku pozostaje nieopisanych. Wliczając nieopisane gatunki oraz te nieważne, daspletozaur obejmuje najwięcej gatunków ze wszystkich tyranozauroidów.Daspletozaur budową przypomina swojego większego krewnego – tyranozaura, mimo że jest od niego mniejszy. Niektórzy paleontolodzy twierdzą, że to daspletozaur jest bezpośrednim przodkiem tyranozaura. Daspletozaur podobnie jak inne tyranozaury był dwunożnym drapieżnikiem uzbrojonym w tuziny ostrych zębów. Daspletozaur najprawdopodobniej polował na takie dinozaury, jak hadrozaur hipakrozaur, czy ceratops centrozaur. Mimo iż okazy daspletozaura są rzadsze od innych tyranozaurów, umożliwiają stosunkowo dokładne poznanie jego zachowań, diety i ontogenezy.

## Budowa
Daspletozaur, mimo że był ogromny w porównaniu z dzisiejszymi drapieżnikami, nie był największym tyranozauroidem. Dorośli przedstawiciele tego rodzaju mierzyli 8–9 m długości. Waga daspletozaura nie jest pewna – w różnych publikacjach jest podawana na ok. 2,5 t, ok. 1,8 t lub 3,8 t. Daspletozaur miał masywną, mierząca ok. 1 m długości czaszkę. W czaszce znajdowały się duże otwory, które zmniejszały jej ciężar. Dorosły daspletozaur miał ok. sześciu tuzinów ostrych zębów, owalnych w przekroju poprzecznym. W odróżnieniu od innych zębów, te znajdującego się obok kości przysiecznej na końcu szczęki miały w przekroju poprzecznym kształt zagiętej litery „D”. Różnice między poszczególnymi zębami szczęk występują także u innych tyranozauroidów. Cechami charakterystycznymi daspletozaura, pozwalającymi odróżnić go od innych tyranozaurów są: nierówna powierzchnia szczęki górnej, wyraźne grzebienie nad oczodołami i na kości jarzmowej. Daspletozaur miał proporcjonalnie najdłuższe kończyny przednie ze wszystkich przedstawicieli Tyrannosauridae. Posiadały one tylko dwa palce. Ciężar ciała równoważył długi ogon. Potężna paszcza była umieszczona na krótkiej wygiętej w kształt litery „S” szyi. Daspletozaur poruszał się na dwóch silnych pięciopalczastych kończynach. Środek ciężkości owego teropoda znajdował się nad biodrami.

## Klasyfikacja
Daspletozaur należy do podrodziny Tyrannosaurinae umieszczonej w rodzinie Tyrannosauridae wraz z tarbozaurem, tyranozaurem i być może alioramem. Podrodzina Tyrannosaurinae jest definiowana jako grupa obejmująca zwierzęta bliżej spokrewnione z tyranozaurem niż z albertozaurem. Przedstawiciele Tyrannosaurinae różnią się od albertozaurów masywniejszymi ciałami, proporcjonalnie dłuższymi czaszkami i kośćmi udowymi. Daspletozaur był blisko spokrewniony z tyranozaurem, niektórzy uważają go nawet za jego bezpośredniego przodka. Gregory Paul uznał daspletozaura za nowy gatunek z rodzaju Tyrannosaurus, którego nazwał T. torosus, ale spotkało się to z krytyką społeczności naukowej. Niektórzy badacze twierdzą jednak, że tyranozaur i tarbozaur są taksonami siostrzanymi, a daspletozaur jest bardziej bazalny. Według analiz Philipa Curriego, Jørna Huruma i Karola Sabatha daspletozaur jest bliższy tarbozaurowi i innym azjatyckim tyranozaurom niż tyranozaurowi. Badania te zasugerowały, że tarbozaur i tyranozaur wcale nie są tak blisko spokrewnione jak się powszechnie uważa i że północnoamerykańskie i azjatyckie tyranozaury różniły się pod względem biomechaniki czaszki. Jeśli te wyniki są prawdziwe, dowodzi to, że północnoamerykańskie i azjatyckie tyranozaury rozwijały się od siebie niezależnie. Tak więc relacje i ewolucja tyranozauroidów nie są w pełni wyjaśnione. Niegdyś tyranozauroidy ze względu na swoje rozmiary były zaliczane do karnozaurów, dzisiaj jednak wiadomo, że w rzeczywistości były celurozaurami.

## Gatunki
Holotyp D. torosus (CMN 8506) składa się z niekompletnego szkieletu, wliczając w to czaszkę, kończynę przednią, kończynę tylną, miednicy, kość udową, wszystkie kręgi szyjne i tułowia oraz jedenaście pierwszych kręgów ogonowych. Zostały one odkryte przez Charlesa Mortrama Sternberga w 1921. Uznał on znalezisko za szczątki gorgozaura. Dopiero w 1970 Dale Russell uznał, że należą one do nowego rodzaju tyranozauroida, którego opisał pod nazwą Daspletosaurus. Nazwa rodzajowa tego dinozaura pochodzi od greckich słów daspleto – straszny i sauros – jaszczur i oznacza tyle, co „straszny jaszczur”. Natomiast epitet gatunkowy pochodzi z łaciny i oznacza tyle co „muskularny, krzepki”. Poza holotypem w 2001 znaleziono w dużej mierze kompletny szkielet daspletozaura. Oba te okazy pochodzą z formacji Oldman (grupa Judith River, Alberta, USA). Okaz znaleziony w młodszych skałach formacji Horseshoe Canyon obecnie zalicza się do gatunku Albertosaurus sarcophagus. Formacja Oldman pochodzi ze środkowego kampanu (późna kreda) sprzed około 77–76 mln lat.

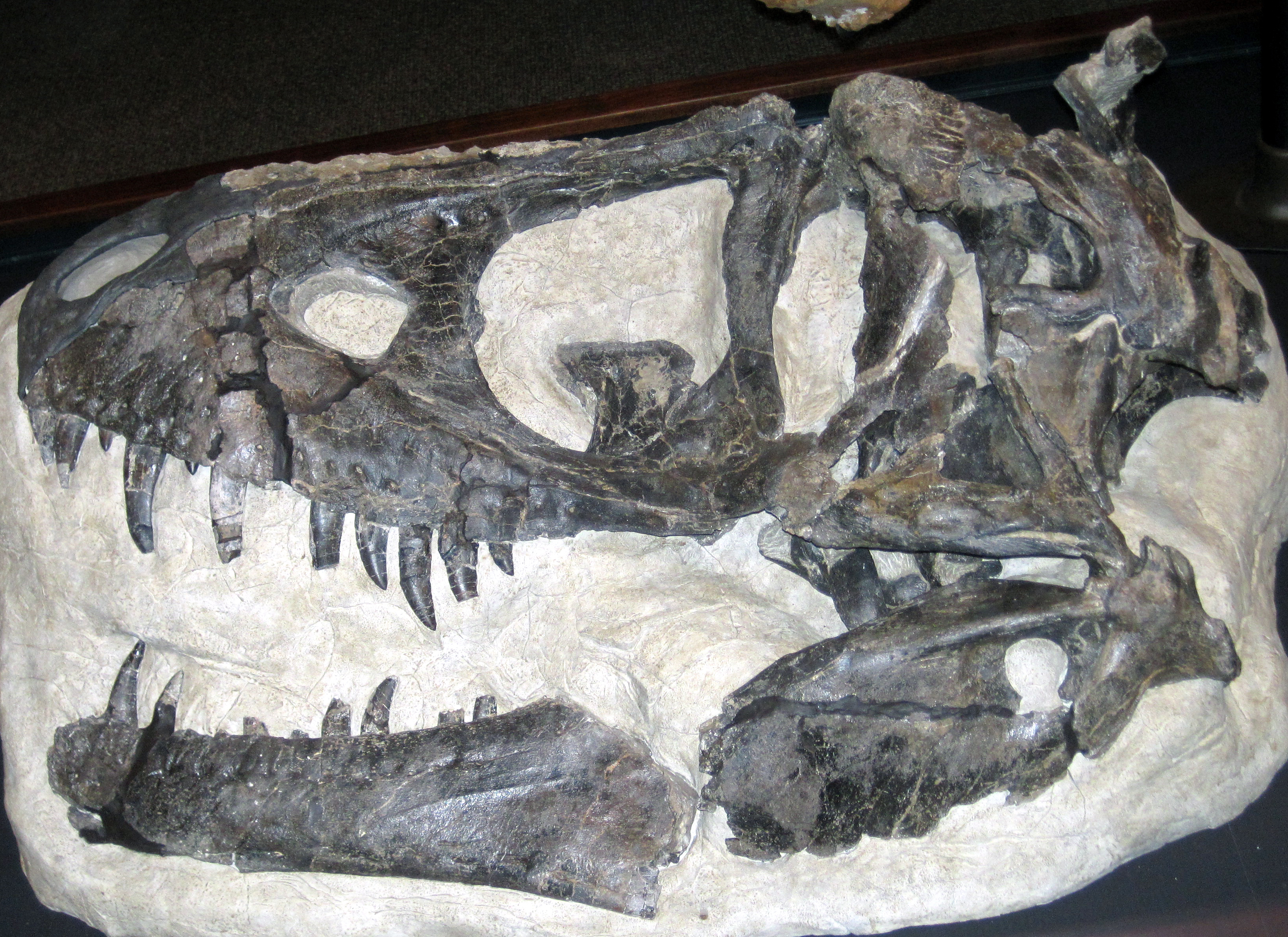
Czaszka MOR 590, okazu holotypowego Daspletosaurus horneri

Z osadów formacji Two Medicine na terenie Montany znany jest okaz oznaczony MOR 590 z zachowaną kompletną czaszką, niemal kompletną kończyną tylną i niekompletną kończyną przednią. Okaz ten był po raz pierwszy wzmiankowany w literaturze przez Hornera, Varricchio i Goodwina (1992), którzy uznali ten okaz i dwa inne okazy z formacji Two Medicine za reprezentujące takson będący formą przejściową między daspletozaurem a tyranozaurem. Analiza filogenetyczna przeprowadzona przez Loewena i współpracowników (2013) wykazała, że okaz ten był bliżej spokrewniony z kladem obejmującym rodzaje Teratophoneus, Bistahieversor, Lythronax, Zhuchengtyrannus, Tarbosaurus i Tyrannosaurus niż z D. torosus; jednakże z późniejszej analizy Carra i współpracowników (2017) wynika, że reprezentuje on takson siostrzany D. torosus. Carr i współpracownicy (2017) ustanowili ten okaz holotypem drugiego gatunku daspletozaura, D. horneri. Dodatkowo autorzy ustanowili paratypami D. horneri dwa inne okazy z formacji Two Medicine: MOR 1130 (niekompletna czaszka, niekompletny kręgosłup, niekompletna obręcz miedniczna i kończyna tylna) oraz MOR 553S/7.19.0.97 (niemal kompletna kość zębowa młodego osobnika), a także przypisali przedstawicielom gatunku kilka izolowanych kości czaszki. Żyjący 75,1–74,4 miliony lat temu D. horneri był nieco młodszy od żyjącego 76,7–75,2 milionów lat temu D. torosus; zdaniem autorów jego opisu D. horneri mógł wyewoluować z D. torosus w drodze anagenezy.

### Nienazwane gatunki
Obecnie znane są ponad trzy nieopisane gatunki daspletozaura.
D. sp. (Currie i inni, 2003)

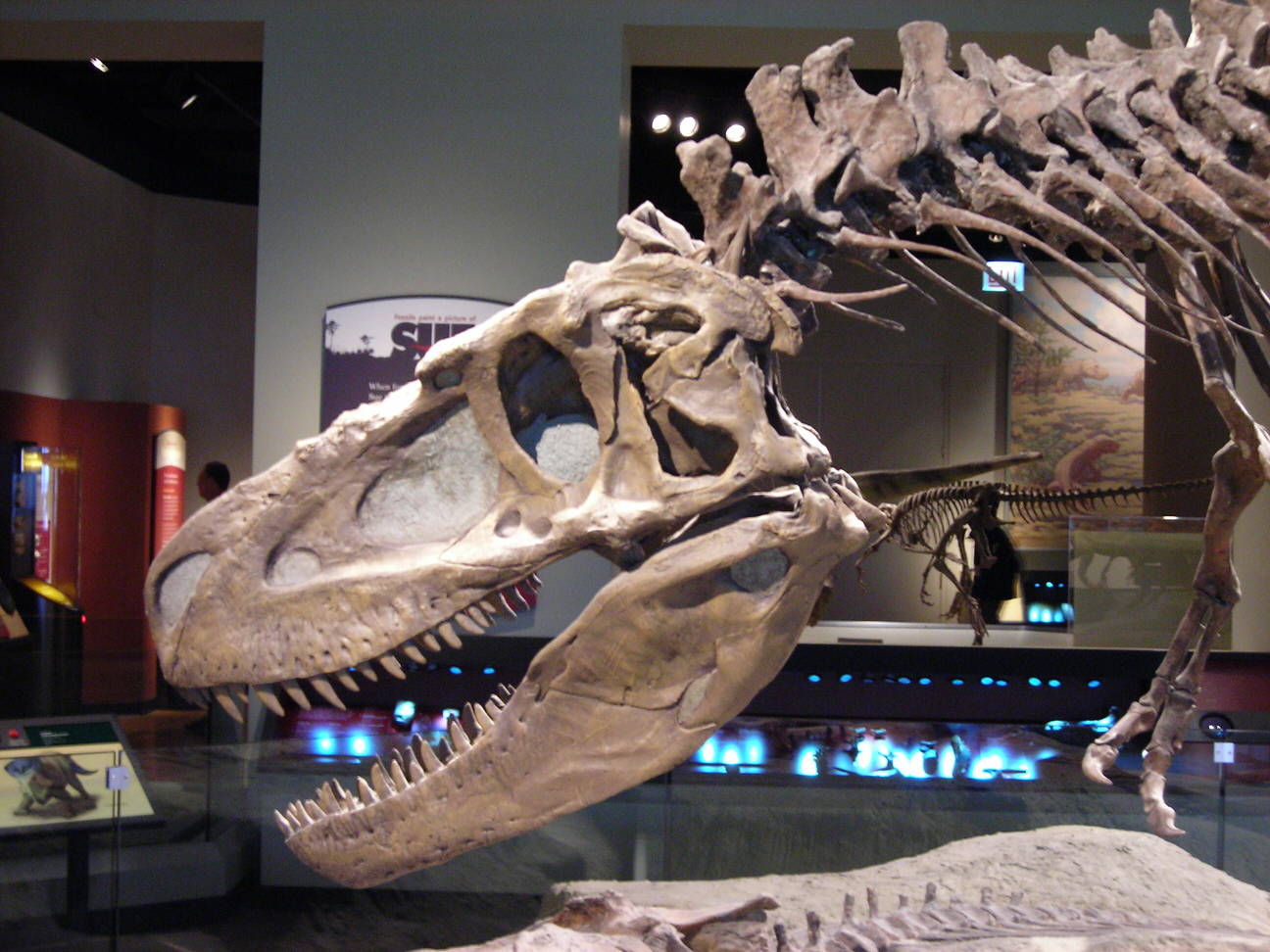
Okaz FMNH PR 308

Russel w 1970 uznał AMNH 5438 za paratyp D. torosus. Składał się on z kręgów piersiowych (11-13), kości krzyżowej (712 mm), kręgów ogonowych (1-2), kości biodrowej (1,096 m), kości łonowej, kości kulszowej, kości udowej (1 m), kości piszczelowej (870 mm) i kości śródstopia (490 mm). Szczątki owe należały do osobnika dorosłego ok. 1,52 t. Zostały one odkryte w górnej części formacji Oldman w Albercie, znanej dzisiaj jako formacja Dinosaur Park. Pochodzą one ze środkowego kampanu 76–74 mln lat temu. W 2003 Currie uznał, że może należeć do nowego gatunku daspletozaura. Inny materiał kopalny uznany za należący do tego gatunku składa się z: szczęki górnej (BMNH R 4863), kości przedszczękowej, szczękowej, zębowej i gnykowej (CMN 841), niekompletnej kości oczodołowej tylnej (CMN 350), kończyn tylnych, wliczając w to kość udową (930 mm), kość piszczelową (870 mm) i kość śródstopia (555 mm), niekompletnej czaszki (CMN 11594), kości czołowej, kości ciemieniowej i puszki mózgowej (CMN 11841), niekompletnej czaszki (980 mm), żuchwy (ok. 990 mm), szkieletu (kość udowa ma ok. 960 mm) (FMNH PR 308, początkowo przechowywany w Amerykańskim Muzeum Historii Naturalnej i oznaczony AMNH 5336, później przeniesiony do Muzeum Historii Naturalnej w Chicago; pierwotnie przypisany do Gorgosaurus libratus, ale obecnie na podstawie kilku cech czaszki uznaje się go za przedstawiciela rodzaju Daspletosaurus; należy do 21-letniego osobnika dorosłego ważącego ok. 1,79 t), czaszki osobnika dorosłego (RTMP 83.38.1), niekompletnej czaszki i fragmentarycznego szkieletu (RTMP 85.62.1), czaszki i szkieletu (RTMP 92.36.1220), czaszki osobnika młodego (RTMP 94.218.1), czaszki (RTMP coll.), kości udowej (1 m), kości śródstopia IV (490 mm) (UA 11). Wszystkie one zostały odkryte w formacji Dinosaur Park w kanadyjskiej prowincji Alberta. W przeszłości do tego gatunku zaliczano też niekompletny szkielet 10-letniego osobnika mierzącego ok. 5,8 m i ważącego ok. 496 kg, oznaczony RTMP 94.143.1. Badania Vorisa i współpracowników (2019) wskazują jednak, że okaz ten należał w rzeczywistości do gatunku Gorgosaurus libratus.
D.? sp. indet. (Carr, 1999)
Materiał przypisany do tego gatunku składa się z kości czołowej i ciemieniowej (RTMP 80.16.924), kości łzowej (RTMP 83.30.1), kości oczodołowej tylnej (RTMP 84.60.1), szczęki górnej (RTMP 89.17.53), kości czołowej (RTMP 91.36.403), szczęki górnej (RTMP 94.172.115), szczęki górnej i kości nosowej (RTMP 98.48.1), kości czołowej (SDNH 32701). Elementy te mogą należeć do D. torosus lub nienazwanego nowego gatunku. Zostały one znalezione w formacji Dinosaur Park w Albercie.
D.? sp. (Langston, Standhardt & Stevens, 1989)
Jego szczątki znaleziono w formacji Aguja (Teksas, USA). Pochodzą one z wyższych i niższych warstw tej formacji.
D.? sp. (Carr & Williamson, 2000)
Żył w kampanie. Jego szczątki znaleziono w De-na-zin (formacja Kirtland, Nowy Meksyk, USA). Materiał kopalny tego gatunku składa się z niekompletnego kręgu ogonowego (NMMNH P-22722), kości udowej (883 mm) (NMMNH P-25083), fragmentu kości zębowej, ogonowego kręgu neutralnego, środkowego kręgu ogonowego, niekompletnej kości biodrowej (NMMNH P-27470). Skamieniałości te, opisane przez Carra i Williamsona (2000), zostały przypisane do gatunku podobnego do daspletozaura. Uznali oni, że należą do tego samego osobnika. Jednak Carr (2005) przypisał je do nowego gatunku daspletozaura.
D.? sp. indet. (Demar & Breithaupt, 2006)
Jego pozostałości znaleziono w pochodzących z kampanu skałach formacji Mesaverde (Wyoming, USA). Jedyne znane skamieliny przypisywanego do tego gatunku składają się z pojedynczego zęba kości przedszczękowej.
D.? sp. indet. (Sullivan, 2006)
Jego skamieniałości zostały znalezione w pochodzących z późnego kampanu osadach formacji Fruitland (Nowy Meksyk, USA). Materiał kopalny tego gatunku składa się z dwóch zębów (SMP VP-1658) i niekompletnej paliczki stopy (SMP VP-1693). Zostały one bez uzasadnienia przekazane do gatunku podobnego do daspletozaura i jest możliwe, że należą do całkiem innego tyranozauroida. Możliwe, że należą one do nowego gatunku daspletozaura lub nawet nowego rodzaju tyranozauroida, jednak materiał kopalny jest zbyt fragmentaryczny, by cokolwiek potwierdzić.
D.? sp. (Lehman i Carpenter, 1990; Carr i Williamson, 2000) = Bistahieversor sealeyi Carr i Williamson, 2010
W Nowym Meksyku znaleziono szczątki tyranozauroida złożone z fragmentów czaszki, żeber i kości kończyn tylnych. Ów okaz oznaczony jako OMNH 10131 w 1990 został zaliczony do uznawanego obecnie za nomen dubium rodzaju Aublysodon, jednak Carr i Williamson w 2000 roku uznali te szczątki za należące do nowego gatunku daspletozaura. W 2004 roku autorzy uznali je za reprezentujące nowy rodzaj i gatunek teropoda, jednak nie nazwali go. Ostatecznie takson ten został formalnie opisany w 2010 roku jako Bistahieversor sealeyi. Szacunki wieku formacji Kirtland gdzie znaleziono szczątki tego teropoda są różne – jedni uważają ją za pochodzącą z późnego kampanu, a inni z wczesnego mastrychtu.
Inne
W formacji Two Medicine znaleziono także niekompletny szkielet daspletozaura z młodym hadrozaurem w okolicach jamy brzusznej. Został on przypisany do rodzaju Daspletosaurus, ale nie zaklasyfikowano go do żadnego konkretnego gatunku. Currie i współpracownicy (2005) opisali odkryte w osadach formacji Two Medicine kości czaszki, widełki, kości obręczy miednicznej i kości kończyn tylnych przedstawicieli rodzaju Daspletosaurus, należące do co najmniej trzech osobników. Zdaniem autorów kości te prawdopodobnie należały do przedstawicieli gatunku wzmiankowanego przez Hornera, Varricchio i Goodwina (1992), tj. gatunku później nazwanego D. horneri; Currie i współpracownicy (2005) zastrzegli jednak, że ostateczne przypisanie tych skamieniałości do konkretnego gatunku daspletozaura wymaga dalszych badań.

## Paleobiologia

### Koegzystencja z gorgozaurem

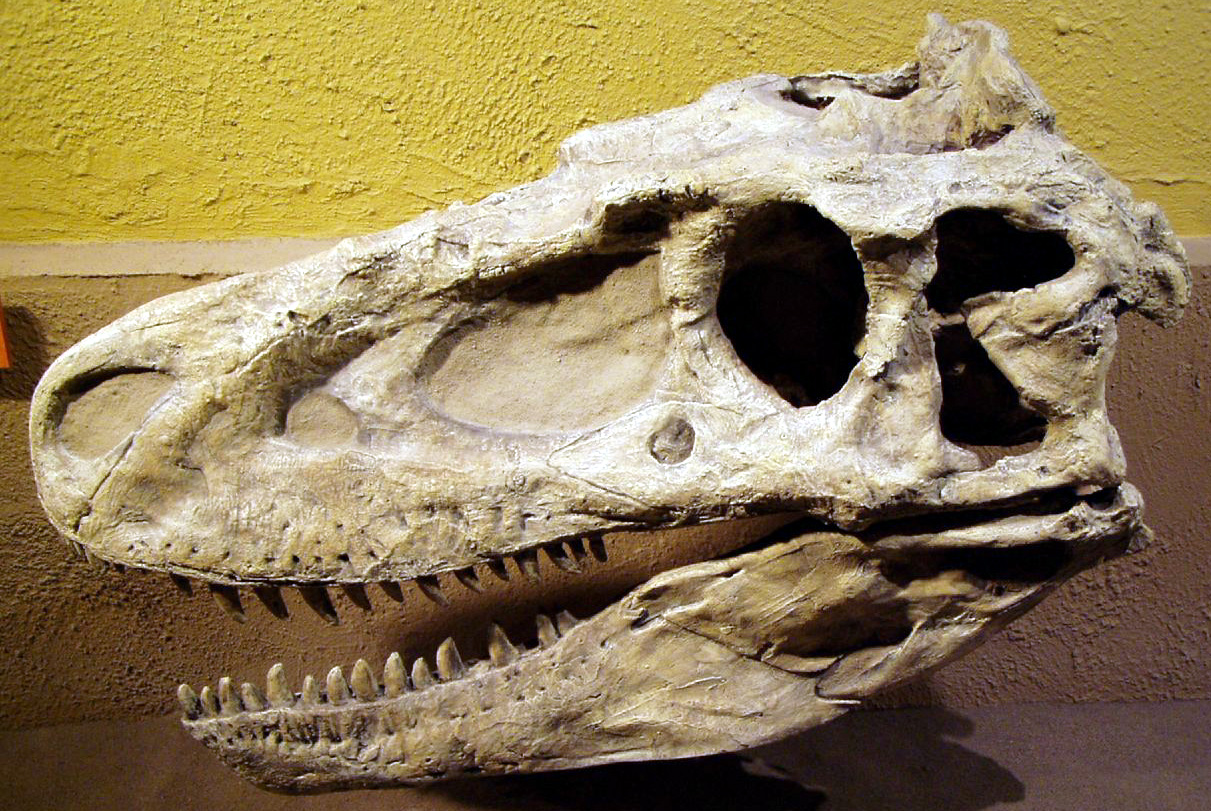
Czaszka daspletozaura

W czasach daspletozaura w Ameryce Północnej żyły dwa rodzaje tyranozauroidów – albertozaur, gorgozaur i daspletozaur. To jeden z niewielu przykładów występowania dwóch tyranozauroidów jednocześnie. Inne znany przykłady to tyranozaur żyjący obok swego mniejszego krewniaka nanotyrana (o ile ten drugi nie jest po prostu młodym tyranozaurem) i alioram, żyjący obok swojego większego kuzyna tarbozaura (o ile te dwa nie są synonimami). We współczesnym świecie drapieżniki podobnej wielkości są od siebie oddzielone zasięgiem występowania lub zajmują różne nisze ekologiczne, przez co ze sobą nie rywalizują. Próbowano na różne sposoby wyjaśnić na jakich zasadach przebiegała koegzystencja tych dwóch tyranozauroidów. Dale Russell zaproponował teorię, według której lżej zbudowany gorgozaur polował na liczne w tamtych czasach nieuzbrojone hadrozaury, tymczasem daspletozaur dzięki swojej mocniejszej budowie mógł odżywiać się powolniejszymi, ale z powodu uzbrojenia trudniejszymi do upolowania ceratopsami. Jednak jeden z okazów daspletozaura (OTM 200) ma w okolicach żołądka szczątki młodego hadrozaura, co podważa tę teorię. Przedstawiciele Tyrannosaurinae, w tym daspletozaur, mieli nieco silniejsze i szersze szczęki niż Albertosaurinae, takie jak gorgozaur, co sugeruje odmienny rodzaj pokarmu (jednak i tak siła zgryzu przedstawicieli obu tych podrodzin była zbliżona). Inni autorzy sugerują, że konkurencja między zmniejszona zamieszkiwanie przed nich innych terenów. Znaleziska skamielin świadczą, że żaden z tych drapieżników nie preferował wyżej lub niżej położonych terenów. Skamieliny daspletozaura najczęściej znajduje się na obszarach południowych, a gorgozaura na północnych. Takie różnice w występowaniu stwierdzono także u innych dinozaurów np. u chasmozaurów i hadrozaurów z podrodziny Hadrosaurinae które preferowały południowowschodnie obszary w tym formację Two Medicine. Znalezienie w jednym miejscu szczątków daspletozaura, chasmozaurów i płaskogłowych hadrozaurów świadczy o podobnych preferencjach środowiskowych tych zwierząt. Thomas R. Holtz Jr. uznał, że podczas mastrychtu przedstawiciele Tyrannosaurinae, jak tyranozaur i chasmozaury, jak Triceratops, zaczęły się rozprzestrzeniać na północy, wypierając rodzime gatunki, takie jak albertozaury czy centrozaury. Doprowadziło to do wymarcia tych dwóch ostatnich grup i znacznego przerzedzenia się populacji

### Zachowania społeczne
Jeden ze szkieletów daspletozaurów (TMP 85.62.1) posiada w okolicy pyska ślady po ugryzieniach. Możliwe, że świadczy to o agresji wewnętrzno gatunkowej, przy czym należy pamiętać, że ugryzienia w czaszkę często zdarzają się u drapieżników. Takie ugryzienia znajdowane są również na pyskach innych tyranozauroidów jak gorgozaur czy tyranozaur oraz innych teropodów jak Sinraptor i Saurornitholestes. Darren Tanke i Philip Currie twierdzą, że są one pozostałością po walkach o teren, zasoby środowiskowe lub przywództwo w grupie. W formacji Two Medicine znaleziono dowody na to, że daspletozaur żył w grupach społecznych. Znaleziono tam trzy daspletozaury w różnym wieku w jednym miejscu. Jeden z nich był dorosły, drugi młody osobnik o niewielkich rozmiarach i trzeci średniej wielkości. W tym samym miejscu znaleziono pięć hadrozaurów. Badania geologiczne wykazały, że nie zostały zniesione przez rzekę w jedno miejsce w różnym czasie, lecz zostały pochowane w tym samym czasie i miejscu. Na szczątkach hadrozaurów widać ślady ugryzień daspletozaura co sugeruje, że owa trójka pożywiała się hadrozaurami w chwili śmierci, której przyczyna jest nieznana. Również u spokrewnionego z daspletozaurem gorgozaura stwierdzono dowody na stadny tryb życia – nagromadzenia 22 szkieletów osobników w różnym wieku w tym samym miejscu. Zresztą, dowody na stadny tryb życia u teropodów są dość częste. Znaleziono je u celofyza, megapnozaura, deinonycha, allozaura i mapuzaura, jednak niektórzy je negują. Współczesne archozaury – ptaki i krokodyle dość rzadko polują stadnie, choć niewątpliwie występują u nich takie zachowania. Currie stwierdził, że daspletozaury mogły w celu polowania łączyć się w stada, choć nie można tego z całą pewnością potwierdzić. Inni badacze neguję jednak stadny tryb życia dużych teropodów, w tym daspletozaurów. Brian Roach i Daniel Brinkman uznali, że zachowania społeczne daspletozaurów przypominały zachowania współczesnych waranów z Komodo, które nie współpracują ze sobą w czasie polowania, ale gromadzą się przy padlinie gdzie często atakują a nawet pożerają się nawzajem.

### Ontogeneza

Wykres pokazujący hipotetyczne krzywe wzrostu (masa ciała w stosunku do wieku) czterech przedstawicieli rodziny Tyrannosauridae. Daspletozaur przedstawiony krzywą koloru zielonego

Gregory Erickson i jego współpracownicy badali tempo wzrostu i przebieg życia tyranozauroidów. Na podstawie badań kości można ustalić wiek zwierzęcia w chwili śmierci. Zbadali oni wiek różnej wielkości szkieletów daspletozaura i na tej podstawie ustalili tempo wzrostu tego teropoda. Daspletozaury bardzo szybko rosły mniej więcej w połowie swego życia jako jeszcze niedojrzałe osobniki. Ta faza trwała ok. 4 lat. Po niej daspletozaury osiągały dojrzałość płciową, a tempo ich wzrostu znacząco malało. Wszystkie okazy zbadane przez Ericksona pochodzą z formacji Dinosaur Park. Wykazują one podobne tempo dorastania. Daspletozaur rósł ogólnie szybciej niż albertozaur z powodu większej masy ciała osobnika dorosłego. Bazując na szacunkach, według których dorosły daspletozaur osiągał masę 1800 kg oszacowano, że daspletozaur mógł maksymalnie w ciągu roku przybrać 180 kg. Inni autorzy sugerują większą masę dorosłych daspletozaurów, co zmieniło by wyniki badania tempa wzrostu, ale nie samą procedurę. Przebadane zostało również tempo wzrostu spokrewnionego z daspletozaurem albertozaura. Znane jest niewiele szczątków młodych przedstawicieli tego rodzaju, natomiast szczątki osobników w fazie szybkiego wzrostu i dorosłych są znacznie częściej znajdowane. Erickson na podstawie tych skamielin wystawił teorię o niskiej śmiertelności tyranozaurów poniżej pewnego wieku obserwowanej współcześnie u dużych ssaków, np. słoni. Należy jednak pamiętać, że niewielka ilość szczątków młodych może wynikać z powodu ich niezachowania się w zapisie kopalnym, a nie ich niskiej śmiertelności. Jeśli jednak tak nie jest, owa niska śmiertelność osobników poniżej pewnego wieku mogła wynikać z braku drapieżników mogących rywalizować z tyranozaurami, będącymi w tych czasach największymi drapieżnikami lądowymi. Wprawdzie nie ma podobnych badań dotyczących daspletozaura, ale Erickson uznał, że owo zjawisko dotyczyło wszystkich tyranozaurów, w tym daspletozaura.

## Paleoekologia
Wszystkie skamieniałości daspletozaura pochodzą z kampanu (pomijając te, których datowanie jest niepewne) sprzed około 80-73 mln lat temy. W tym czasie Ameryka Północna była podzielona na pół wewnętrznym morzem. Wypiętrzyły się wtedy Góry Skaliste. Właśnie z Gór Skalistych wypływały wtedy rzeki wpadające do morza. Znosiły one osady do formacji Two Medicine, grupy Judith River i innych formacji w tych regionie. Około 73 mln lat temu morze zaczęło się rozszerzać na zachód, który cały został przykryty przez morze Bearpaw. Osady tego morza znajdowane są w zachodnich regionach Stanów Zjednoczonych i w łupkach Bearpaw. Daspletozaur żył na obszarach zalewowych wzdłuż zachodniego brzegu morza. Od czasu do czasu dochodziło do wylewów znoszących osady rzeczne. Kiedy wody było pod dostatkiem na owych terenach mogły utrzymać się dużo zwierząt i roślin, ale jak wskazują skamieliny region ten dotykały też okresowe susze, powodujące dużą śmiertelność zwierząt. Pod względem klimatycznym środowisko daspletozaura przypominało współczesną Afrykę Wschodnią. Dochodziło tam również do erupcji wulkanów, które zabijały mnóstwo zwierząt. Z drugiej strony prochy wulkaniczne użyźniały gleby, umożliwiając bujniejszy wzrost roślin. Poziom morza w różnych obszarach był różny: w czasach daspletozaura w formacji Judith River znajdowały się zarówno tereny zalane morzem, podmokłe tereny nadmorskie, delty, laguny i obszary zalewowe leżące w głębi lądu. Grupa Judith River i formacja Two Medicine, gdzie znaleziono dużo szczątków daspletozaura, były niegdyś pod względem fauny bardzo różnorodne. Występowały tam zarówno słodkowodne jak i żyjącego przy ujściach rzek do morza ryby, jak rekiny, rajowate, jesiotry i inne. W grupie Judith River znaleziono również szczątki wielu wodnych gadów i płazów, takich jak płazy bezogonowe i ogoniaste, żółwie, krokodyle. Na lądzie żyły rozmaite jaszczurki, np. tejowate, scynkowate czy warany. Nad dinozaurami latały pterozaury, jak olbrzymi Quetzalcoatlus, oraz ptaki, np. Apatornis. U stóp dinozaurów żyły wtórnie nielotne ptaki jak Avisaurus oraz niewielki mezozoiczne ssaki, takie jak wieloguzkowce, torbacze i łożyskowce. W formacji Oldman daspletozaur mógł polować na takie dinozaury jak hadrozaury brachylofozaur i hipakrozaur, małe ornitopody jak orodrom, ceratopsy (jak centrozaur), pachycefalozaury, ornitomimy, terizinozaury i być może ankylozaury. Inne drapieżniki żyjącego obok daspletozaura to troodonty jak Troodon, owiraptorozaury, dromeozaury jak Saurornitholestes czy Bambiraptor. Formacje Dinosaur Park i Two Medicine pod względem fauny były podobnie różnorodne. Być może obok daspletozaura żył także inny tyranozauroid – gorgozaur.

## Daspletozaur w kulturze masowej
Daspletozaur jest dość znanym dinozaurem przedstawionym w wielu książkach popularnonaukowych. Młody daspletozaur o imieniu Mały Das jest głównym bohaterem serialu pt. Planeta dinozaurów: Polowanie Małego Dasa. Opowiada on o młodym daspletozaurze, który dwa razy popsuł polowanie narażając się matce i równocześnie dając szansę ucieczki parze młodych majazaur – Dandysowi i Gwiazdce, będącymi celem polowania. Pod trzeciej próby polowania na majazaura Dandysa dochodzi do wybuchu wulkanu wyrzucają z siebie duże ilości pyłów i gazów wulkanicznych. Po 7 mln lat nie ma już śladu po wybuchu, a konflikt jest kontynuowany przez potomków Małego Dasa oraz Dandysa i Gwiazdki – młodego tyranozaura i pary młodych edmontozaurów.